# Eduard Pichl
Eduard Pichl (zeitweiliges literarisches Pseudonym: Herwig, * 15. September 1872 in Wien-Liesing, Österreich-Ungarn; † 15. März 1955 am Dachsteinhaus bei Ramsau am Dachstein) war ein erfolgreicher österreichischer Bergsteiger. Lange vor der NS-Machtergreifung in Deutschland setzte er als fanatischer Antisemit erstmals 1921 in seiner Sektion Austria und in der Folge im gesamten Deutschen und Österreichischen Alpenverein den Arierparagraphen durch.

## Leben und alpinistische Laufbahn
Als Bergsteiger und Kletterer gelangen Pichl 60 Neutouren und Erstbesteigungen, darunter die Dachstein-Südwand. Nach ihm sind der Pichlweg in der Dachstein-Südwand (Erstbegehung durch E. Pichl, F. Gams und F. Zimmer am 17. Juli 1901) und der Pichlweg in der Planspitze-Nordwand (Erstbegehung durch E. Pichl und F. Panzer am 10. Juni 1900) im Gesäuse benannt.
Pichl absolvierte ein Ingenieurstudium an der Wiener Technischen Hochschule (heute Technische Universität Wien) und brachte es später in einer Beamtenkarriere bis zum Hofrat. Während des Studiums war er 1891 Mitgründer des Vereins Deutscher Technischer Hochschüler Gothia, der späteren Wiener akademischen Burschenschaft Gothia. 1903 wurde er auch Ehrenmitglied der Leobener akademischen Burschenschaft Cruxia.
Beim Ausbruch des Ersten Weltkriegs rückte Pichl freiwillig ein, wurde in Galizien verwundet und verbrachte 33 Monate als Kriegsgefangener in Sibirien. 1917 kehrte er als Austauschinvalide zurück. Dann war er Ausbilder in der Bergführer-Ersatz und Instruktions-Abteilung der k.u.k. Armee und durchstieg trotz seiner Handgelenksverwundung im August 1918 als erster die 900 m hohe Nordkante des Langkofels.
Nach dem Krieg war Pichl auch als Erschließer der ehemaligen Frontsteige des Gebirgskrieges in den Karnischen Alpen tätig. Er konnte mit seiner Idee, die militärische Infrastruktur touristisch zu erschließen, den Hauptausschuss des Alpenvereins überzeugen. Die Frontsteige wurden in Höhenwege umgewandelt, die die Kriegsbaracken nun als Bergsteigerhütten verbanden (z. B. Karnischer Höhenweg). Die im Ersten Weltkrieg zerstörte Hütte am Wolayersee im Karnischen Hauptkamm wurde 1923 von der Sektion Austria des Deutschen und Österreichischen Alpenvereins wieder aufgebaut und ihrem Obmann zu Ehren Eduard-Pichl-Hütte benannt. Erst 2002 bekam sie wieder ihren ursprünglichen Namen Wolayerseehütte zurück. Die Tausend-Mark-Sperre und die wirtschaftliche Rezession, verbunden mit Massenarbeitslosigkeit, führten später allerdings zu einem drastischen Rückgang des Tourismus, der nur zwischen dem Anschluss Österreichs und dem Beginn des Zweiten Weltkrieges kurz unterbrochen wurde.
Zwei Jahre vor seinem Tod verfasste Pichl Abschiedsgrüße, die bei seiner Beerdigung verlesen werden sollten. In diesem Eigennachruf mündete der Rückblick auf das zu Ende gehende Dasein in das Schlusswort: Ich habe ein langes Leben gelebt, und stünde ich am Anfang desselben, ich würde es genau wieder so leben wollen.
Eduard Pichl wurde am 20. März 1955 in Bad Goisern begraben.

## Politik
Eduard Pichl als Funktionär und Politiker ist von seiner bergsteigerischen Aktivität, über die er schon früh in Zeitschriften berichtete und die ihm in Alpinistenkreisen viel Autorität verschaffte, kaum zu trennen. Er wuchs in Wien auf und stand schon als Student und Burschenschafter im Bannkreis der Deutschnationalen. Mit dem dreißig Jahre älteren Georg von Schönerer war er befreundet. Nach dem Ersten Weltkrieg arbeitete er an seinem umfangreichsten Werk, einer Schönerer-Biografie, deren erste vier Bände bis 1923 unter dem Pseudonym Herwig erschienen. Sein politisches Weltbild war bereits vor dem Weltkrieg von Schönerer geprägt: Er vertrat den Rassen-Antisemitismus Schönerers, polemisierte gegen die „Judenpresse“, war, wiewohl er den Beamteneid abgelegt hatte, ein Gegner des habsburgischen Vielvölkerstaats und wünschte die Vereinigung Österreichs mit dem Deutschen Reich. Er verteidigte den Vorrang des „deutschen Edelvolkes“ vor anderen Völkern und den germanischen Führerkult, er polemisierte gegen die „verjudete Sozialdemokratie“ genauso wie gegen das Haus Habsburg. Diese und andere Überzeugungen Schönerers teilte er mit Adolf Hitler, der Schönerers politische Grundsätze nicht nur aufnahm, sondern geradezu kopierte.
Als Pichl im April 1921 zum Obmann der Sektion Austria, einer der größten Sektionen des Deutschen und Österreichischen Alpenvereins, gewählt wurde, war das Erste, was er durchsetzte, die Aufnahme eines Arierparagraphen in die Vereinssatzung. Am 27. Oktober 1921 beschloss die Sektion, dass Juden, die damals rund ein Drittel der Sektionsmitglieder stellten, aus der Sektion ausgeschlossen wurden. Sie folgte damit der Sektion Wien (1905), der Akademischen Sektion Wien (1907) und dem ÖTK (1920). Pichl setzte den Arierparagraphen anschließend noch bei mehreren Alpenvereinssektionen (u. a. Sektion Österreichischer Gebirgsverein) und gegen den Widerstand von Willi Rickmer Rickmers und Johann Stüdl auch beim Gesamtverein durch. Die Ausgeschlossenen gründeten 1921 zusammen mit anderen die (trotz Agitation Pichls vom DuÖAV zunächst akzeptierte) Sektion Donauland welche, als sie den DuÖAV nicht freiwillig verließ, 1924 wiederum ausgeschlossen wurde. Die deutschen Sektionen verpflichteten daraufhin 1925 die österreichischen Sektionen, in den folgenden acht Jahren keine weiteren Anträge auf Einführung von Arierparagraphen zu stellen.
1923 gründete Pichl zusammen mit nach Österreich geflüchteten Anhängern des Kapp-Putschs den deutschnationalen alpinen Wehrverein Edelweiß und die Deutsche Wacht, die verschiedentlich Attentate verübten.

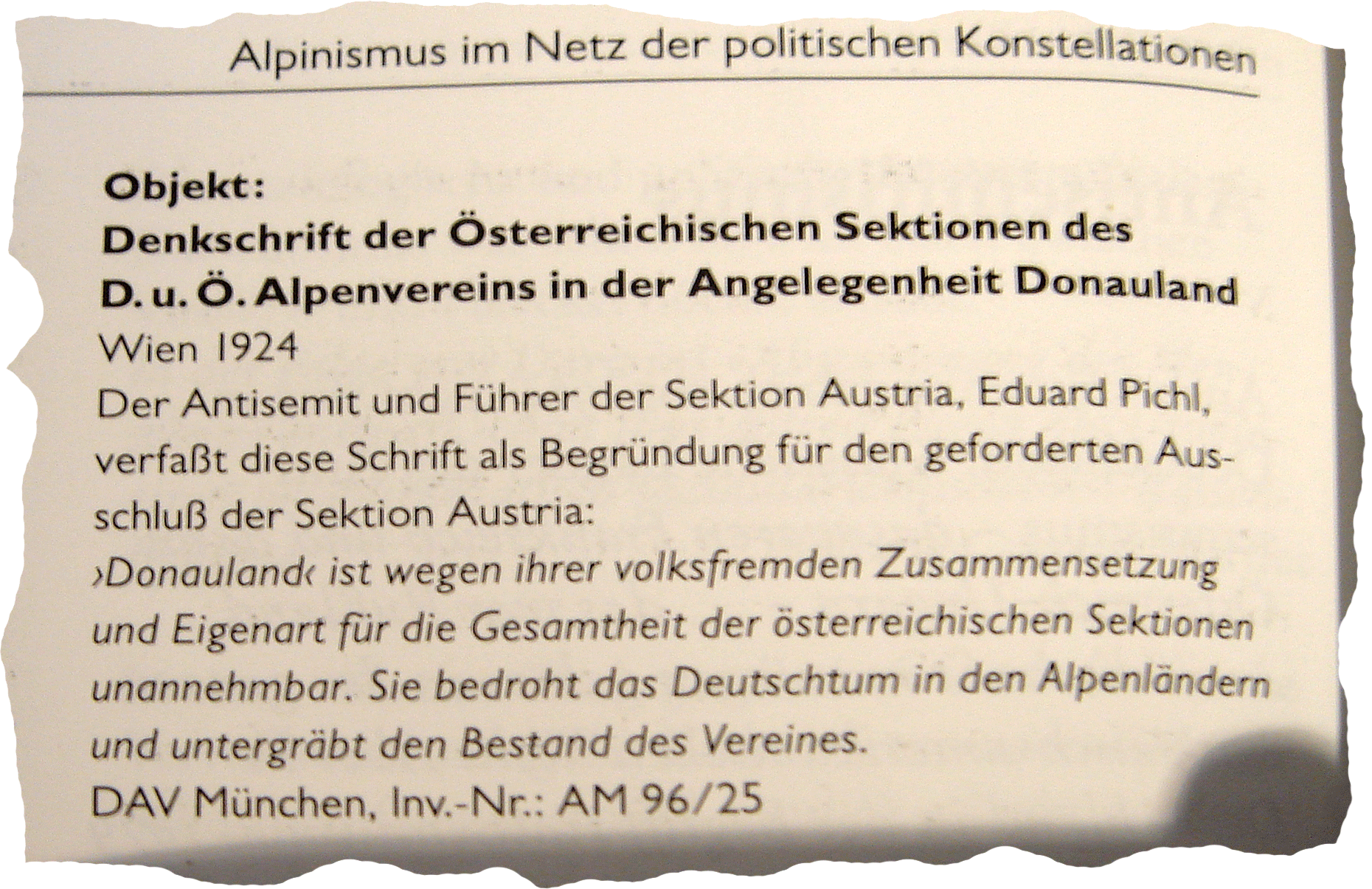
Alpines Museum München, Beschreibung zum Objekt „Denkschrift der Österreichischen Sektionen des D. u. Ö. Alpenvereins in der Angelegenheit Donauland“ (Wien 1924). Im abgebildeten Text dürfte gemeint sein: „für den geforderten Ausschluß der Sektion Donauland“, hier ist ein Schreibfehler wahrscheinlich.

Es ist nicht bekannt, ob Eduard Pichl bereits vor dem Anschluss der am 19. Juni 1933 verbotenen österreichischen NSDAP angehörte.
Im Dritten Reich gehörte Pichl als Schönerer-Jünger so wie Hitlers Jugendfreund August Kubizek zu denen, derer sich der nunmehrige Reichskanzler erinnerte. Hitler unterstützte über das Reichsinstitut für Geschichte des neuen Deutschlands 1938 den Druck der beiden noch fehlenden Bände der Schönerer-Biographie Pichls und ließ die halbe Auflage (500 von 1000 Exemplaren) ankaufen. Schönerers 100. Geburtstag wurde 1942 mit einer Ausstellung im Wiener Messepalast gefeiert, die von Pichl und Franz Stein, einem anderen Schönerer-Jünger, organisiert wurde.
Nach dem Sieg der Alliierten in Europa wurde die Sektion Austria 1945 verboten. An der Neugründung im Folgejahr war der betagte Pichl nicht mehr beteiligt. Die neugegründete Sektion Austria setzte sich in weiterer Folge von ihrer braunen Vergangenheit ab. Der 80. Geburtstag eines der wichtigsten Vereinsfunktionäre in der ersten Jahrhunderthälfte fand in den Mitteilungen des Österreichischen Alpenvereins (Jahrgang 1952) mit keiner Zeile Erwähnung.

## Veröffentlichungen
- Bergfahrten im Occupationsgebiete. (Teil I). In: Mitteilungen des Deutschen und Österreichischen Alpenvereins, Jahrgang 1900, (Band XXVI), S. 257 ff. (Online bei ALO).
Bergfahrten im Occupationsgebiete. (Teil II). In: Mitteilungen des Deutschen und Österreichischen Alpenvereins, Jahrgang 1900, (Band XXVI), S. 269 ff. (Online bei ALO).
Bergfahrten im Occupationsgebiete. (Teil III und Schluss). In: Mitteilungen des Deutschen und Österreichischen Alpenvereins, Jahrgang 1900, (Band XXVI), S. 281 ff. (Online bei ALO).
- Aemilius Hacker, —: Führerlose Fahrten in die Maurienne und im Reiche der Meije. In: Zeitschrift des Deutschen Alpenvereins / Zeitschrift des Deutschen und (des) Österreichischen Alpenvereins, Jahrgang 1903, (Band XXXIV), S. 174–211. (online bei ANNO).
- Heinrich Heß, —: Führer durch das Gesäuse und durch die Ennstaler Gebirge zwischen Admont und Eisenerz. Artaria, Wien 1922, OBV. – (Ältestes Führerwerk für Bergsteiger in deutscher Sprache).
- Die Bergwelt um den Wolayer See und den Hochweißstein. In: Zeitschrift des Deutschen Alpenvereins / Zeitschrift des Deutschen und (des) Österreichischen Alpenvereins, Jahrgang 1925, (Band LVI), S. 135–183. (online bei ANNO).
- Die Bergwelt um den Wolayer See und den Hochweißstein. (Fortsetzung und Schluß aus der Zeitschrift 1925). In: Zeitschrift des Deutschen Alpenvereins / Zeitschrift des Deutschen und (des) Österreichischen Alpenvereins, Jahrgang 1926, (Band LVII), S. 170–187. (online bei ANNO).
- Die Bergwelt um den Wolayer See und den Hochweißstein. (Der westliche Teil). In: Zeitschrift des Deutschen Alpenvereins / Zeitschrift des Deutschen und (des) Österreichischen Alpenvereins, Jahrgang 1927, (Band LVIII), S. 283–288. (online bei ANNO).
- Wiens Bergsteigertum. Verlag der Österreichischen Staatsdruckerei, Wien 1927, OBV.
- Führer durch die Karnische Hauptkette. Unter Berücksichtigung der südlichen Lienzer Dolomiten und östlichen Gailtaler Alpen. Artaria-Führer. Artaria, Wien 1929, OBV.
- — (Hrsg.): Hoch vom Dachstein an! (Hrsg. unter Förderung durch den Deutschen und Österreichischen Alpenverein, Zweig Austria). Bruckmann, München 1936, OBV.
- Der Deutsche und Österreichische Alpenverein: Ein Alpenverein oder der Alpenverein. In: Mitteilungen des Deutschen und Österreichischen Alpenvereins, Jahrgang 1925, (Band LI), S. 93 ff. (Online bei ALO).
- Alpenverein und Bergsteigergruppe. (Erwiderung). In: Mitteilungen des Deutschen und Österreichischen Alpenvereins, Jahrgang 1926, (Band LII), S. 16 ff. (Online bei ALO).
- Der Schilauf, ein untrennbarer Bestandteil des Bergsteigens. In: Mitteilungen des Deutschen und Österreichischen Alpenvereins, Jahrgang 1926, (Band LII), S. 51 f. (Online bei ALO).
- Der Deutsche und Österreichische Alpenverein ist kein Sportverein. In: Mitteilungen des Deutschen und Österreichischen Alpenvereins, Jahrgang 1935, (Band LXI), S. 81 ff. (Online bei ALO).
- — (Hrsg.): Georg Schönerer. Sechs Bände. (Hrsg. mit Unterstützung des Reichsinstitutes für Geschichte des neuen Deutschlands). Stalling-Verlag, Oldenburg i.O./Berlin 1938, OBV.

## Auszeichnungen und Ehrungen
- Ehrenbürgerschaft der Marktgemeinde Mauthen (1928)[13]
- Ehrenbürgerschaft der Gemeinde St. Lorenzen im Lesachtal (1928)[14]
- Ehrenbürgerschaft der Gemeinde Kötschach (1934)[15]